# Capital Fashion Week
A Capital Fashion Week (CFW) é um evento de moda do Brasil que ocorre anualmente em Brasília.
O evento estreou em 2005. Geralmente realizado no mês de setembro até então. O evento foi idealizado pela empresária Márcia Lima.
De 27 a 29 de março de 2008 foi inaugurada uma edição compactada do evento, o chamado Capital Fashion Week Pocket Edition, que ocorreu no Teatro Nacional. Com os desfiles de: "Se Essa Roupa Fosse Minha", "Camila Prado", "Jukaf", "Zion para Ortiga" e "Zoomp", no dia 27; "Carla Amorim", "Cia do Lacre", "Apoena" e "Confraria", no dia 28; "Eliel Salustiano", "Romildo Nascimento", "Sandra Lima", "100% Cerrado" e "Miranda Castro" finalizando a edição no dia 29. Além dos defiles, também aconteceram palestras e exposições.
E sua realização "oficial", com evento completo ocorre no segundo semestre deste mesmo ano.

## Objetivos
O evento tem dois objetivos:
- Lançamento nacional de jovens estilistas da região centro-oeste escolhidos através do concurso denominado Novos Talentos, com a orientação do estilista Jum Nakao e com desfiles patrocinados pelo CFW.

- Valorização das fábricas e estilistas locais de confecções, jóias, bolsas, sapatos, acessórios e artesanato.